# Thaumastopeus miksici
Thaumastopeus miksici är en skalbaggsart som beskrevs av Allard 1995. Thaumastopeus miksici ingår i släktet Thaumastopeus och familjen Cetoniidae. Inga underarter finns listade i Catalogue of Life.